# フアン・バウティスタ・マイーノ

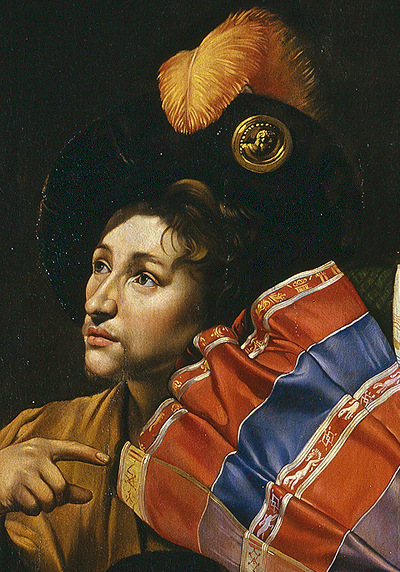
『東方三博士の礼拝』 (プラド美術館) の部分。人物は、一般的に画家の自画像であると考えられている。

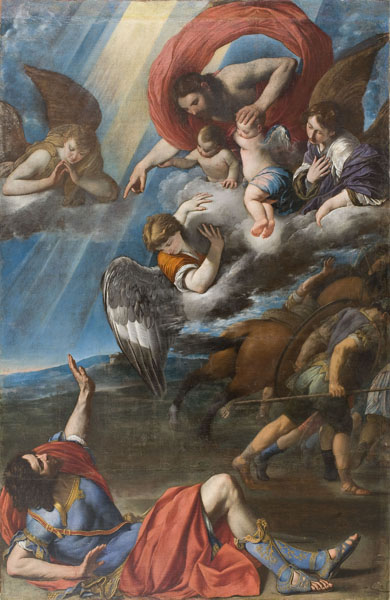
『聖パウロの改宗』 (カタルーニャ美術館)

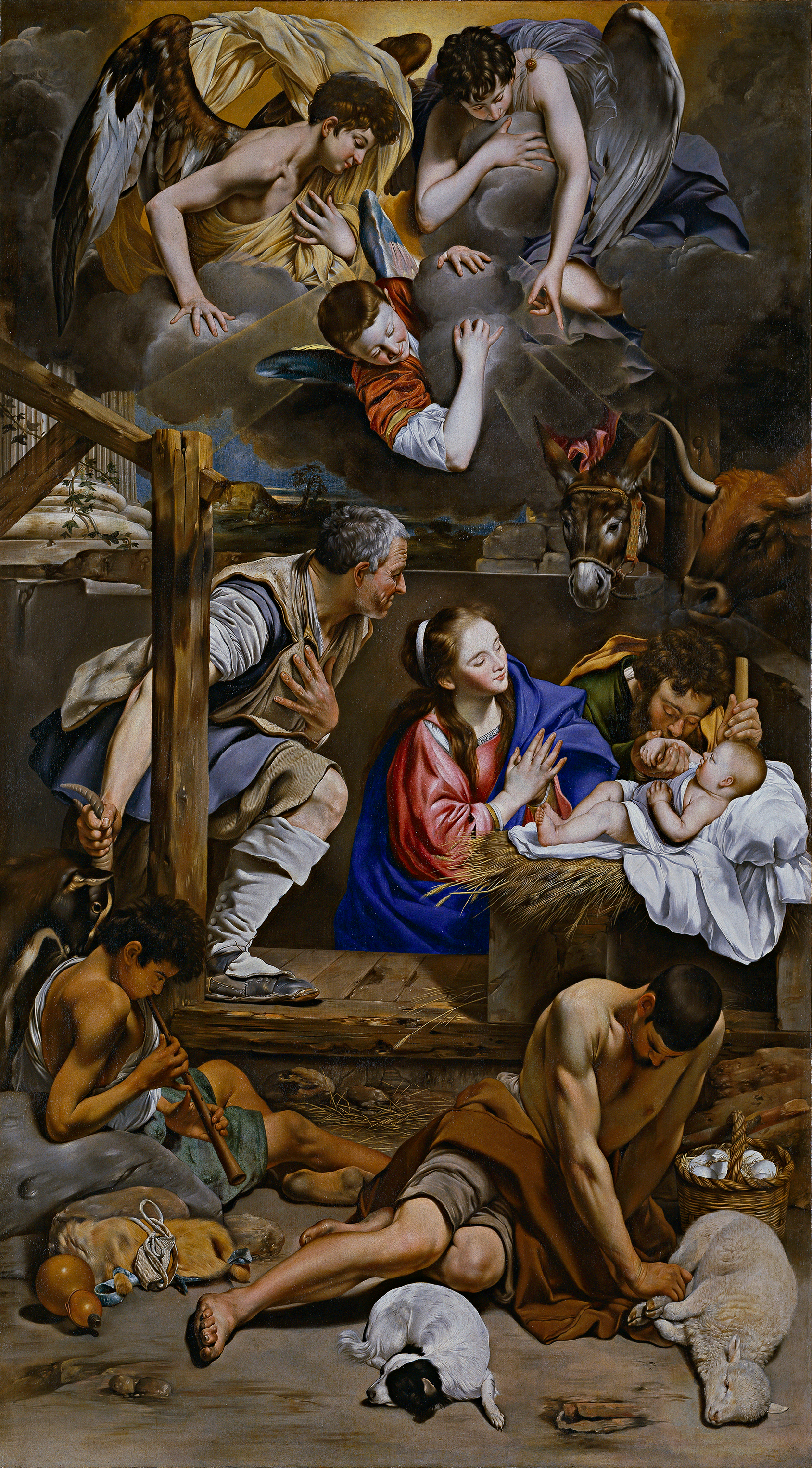
『羊飼いの礼拝』 (プラド美術館)

修道士フアン・バウティスタ・マイーノ (Juan Bautista Maíno、姓の綴りはMaynoとも、1581年10月 -1649年4月1日)  は、スペインのバロック期の画家である。

## 生涯
スペイン中部、現在のグアダラハラ県のパストラーナ（Pastrana）で生まれた。マイーノの父親はミラノの織物を売るイタリア人商人で、母親はポルトガルの貴族の女性であった。両親とも、パストラーナ公爵夫人のアナ・デ・メンドーサに仕えていた。マイーノはエル・グレコの下で修業をしたと信じる歴史家もいるが、証拠となる記録は発見されていない。 マイーノは、1600年から1608年までイタリアで過ごしたことが確かなこととして知られており、イタリアではカラヴァッジョ、オラツィオ・ジェンティレスキ、グイド・レーニ、アンニーバレ・カラッチの作品に親しみ、影響を受けた。マイーノはパストラーナに帰郷した時、フランシスコ会派無原罪懐胎修道院 (Monasterio de Concepcionistas Franciscanas) の側面祭壇のために描いた『三位一体』の中でイタリアで受けた影響を示している。
1611年3月に、マイーノはトレドに移り、翌年ドミニコ会のために『復活祭の4日間の祭壇画 (Altarpiece of the Four Days of Easter)』 (プラド美術館) を描いた。この作品は、おそらく画家の最もよく知られているものである。他に、『東方三博士の礼拝』と『羊飼いの礼拝』 (ともにプラド美術館) も重要な作品である。
1613年6月に、マイーノはドミニコ会に入り、サン・ペドロ・デ・マルティール修道院に居住した。このため、彼の芸術的創作活動は減ったが、「東方三博士の礼拝」の他のヴァージョンを数点制作した。そのうちの1点は現在、エルミタージュ美術館に所蔵されており、別の1点はダラスにあるメドウズ美術館で見ることができる。
1620年、フェリペ3世 (スペイン王) はマイーノを宮廷に招聘したが、それは息子 (将来のフェリペ4世) に絵画を教えさせるためであった。当時、マイーノはコンペで若いディエゴ・ベラスケスの後援者となり、ベラスケスが宮廷で身を立てるのに役立った『モリスコ追放』を描くのに抜擢した。なお、『モリスコ追放』は、1734年の旧王宮 (マドリード)の大火災により焼失し、現存していない。
マイーノは、マドリードのサント・トマス学院修道院 (Colegio y convento de Santo Tomás) で死去した。修道士のフアン・アンドレス・リシは、彼の弟子の1人であった可能性がある。

## 代表作
- 『聖パウロの改宗』(1614年ごろ、カタルーニャ美術館、バルセロナ)
- トレドのサン・ペドロ・マルティール祭壇衝立の『東方三博士の礼拝』、『羊飼いの礼拝』、『キリストの復活』、『聖霊降臨』(1612–1614年、プラド美術館)
- 『受胎告知』の祭壇衝立 (プラド美術館)
- 『キリストの復活』 (アルテ・マイスター絵画館、ドレスデン)
- 『聖霊降臨』 (1615–1620年、プラド美術館)
- 『紳士の肖像』 (1618–1623年、プラド美術館)
- 『聖ハシント (San Jacinto)』 (1620–1624年、サン・ペドロ・マルティール教会、トレド)
- 『フェリペ4世の肖像』 (1623–1625年、アルテ・ピナコテーク、ミュンヘン)、ミニアチュール
- 『紳士の肖像』 (1625年、アルテ・ピナコテーク、ミュンヘン)、ミニアチュール
- 『聖アガボ (Agabo)』 (ボウズ美術館（英語版）、ダーハム《Durham》 群)
- 『東方三博士の礼拝』(エルミタージュ美術館、サンクトペテルブルク)
- 『東方三博士の礼拝』(メドウズ美術館（英語版）、ダラス)
- 『大司教ホセ・デ・メロ (José de Melo) の肖像』  (大聖堂評議会、エヴォラ大聖堂)
- 『ソリアーノの聖ドミニクス』(1629年、プラド美術館)[2]
- 『ソリアーノの聖ドミニクス』 (1629年、エルミタージュ美術館)
- 『ミランダの祭壇衝立』 (1629年、コレヒアータ、パストラーナ)
- 『バイアの回復 (Recuperación de Bahía de Todos los Santos en Brasil)』 (1634–1635年、プラド美術館)
- 『ドミニコ会修道士の肖像』 (1635–1640年、アシュモリアン美術館、オックスフォード)
- 『サント・トマスの修道士アロンソ (Fray Alonso de Santo Tomás)』 (1648–1649年、カタルーニャ美術館、バルセロナ)